# Gerritsland
Het Gerritsland is een straat in de binnenstad van de Noord-Hollandse stad Hoorn. De straat loopt vrijwel parallel aan het Grote Oost. Het begin van het Gerritsland ligt bij de Breestraat en eindigt bij de Zon, welke de straat met het Oost verbindt.
De straat is vernoemd naar de eerste bewoner: Gerrit van Heemskerk. Hij was rond 1391 burgemeester van Hoorn.

## Geschiedenis
Het ontstaan van wat nu het Gerritsland is, begint voor 1422, want in dat jaar zijn er akten opgesteld waarin er spraken is van hofsteden, huizen en erven aan het Heer Gherytslant. Vanaf 1505 wordt de straat omschreven als een burchwal, een straat langs een gracht. De straat liep toen vanaf de Vollerswaal naar de Trommelstraat dat toen ook nog een gracht was. Via de Trommelstraat was het water van het Gerritsland in verbinding met het water van de Warmoesstraat, Nieuwstraat en het Gouw. In 1619 werd het water overwelfd, waarna er een brede straat ontstond. 30 jaar later wordt er een nieuwe kaart van Hoorn getekend door Joan Blaeu, die de naam spelt als Gerits-landt.
In 1857 werd op de hoek van het Gerritsland en de Zon een gasfabriek gebouwd. Bij deze bouw ging ook de Kleine Melknapsteeg verloren. Tussen 1881 en 1927 werd het complex meerdere keren uitgebreid, waaronder in 1883 met een complete nieuwbouw van de fabriek en een directeurswoning. Op het terrein van het complex werd in 1923 een binnenbadhuis gebouwd, dit was binnen de gemeentegrenzen het enige badhuis waar bewoners zonder eigen douch of bad gebruik van konden maken. Dit gebouw, op de hoek van het Gerritsland en de Gasfabriekstraat, deed tot 1952 dienst. Tijdens de oorlog werd er nauwelijks nog gas geproduceerd en na de oorlog trad er verval in. In 1947 werd voor het eerst gas bij de Hoogovens in IJmuiden ingekocht en twee jaar later werd een eerste gebouw van de gasfabriek gesloopt: de cokesoveninstallatie. Nog datzelfde jaar werden de eerste woningen aan de Gasfabriekstraat gebouwd en twee jaar later, in 1951 volgden woningen aan het Gerritsland. In 1989 werd het laatste gebouw van het complex gesloopt, van de gashouder resteerde alleen de fundering met daarop een koepel. Na de sloop van de koepel en de woningen uit 1951 werd er een kleine nieuwbouwwijk gebouwd met huizen aan het Geritsland, de Gasfabriekstraat en de nieuwe  G.J. Henninkstraat (vernoemd naar de gemeentearchitect die ook de directeurswoning heeft ontworpen). De directeurswoning is behouden, omdat het een gemeentelijk monument is. De buurt is ontworpen door de Deense architect Niels Sigsgaard . De Turfhaven liep door de gasfabriek, maar op het schiereiland waar het Jeudje op ligt, kwam pas rond 2000 een nieuwe woonwijk.
Tussen de nummers 35 en 53 bevindt zich een houten deur waarachter tot in het einde van de 20e eeuw een hofje heeft gelegen. Dit hofje staat bekend als het Mennonietenhofje. Hoewel het een rijtje huizen betrof werd het toch een hofje genoemd. Alle huizen behoorden bij de Lutherse schuilkerk die hier ook heeft gestaan.
In 2003 werd op de hoek met de Gasfabriekstraat archeologisch onderzoek gedaan. Hierbij zijn onder andere een 16e-eeuwse waterput, een circa 100 jaar jongere waterkelder en een aantal houten vloeren gevonden. De oudste vondsten dateren van omstreeks de 15e eeuw.

## Verloop
Het Gerritsland loopt van west naar oost en begint aan de splitsing met de Breestraat en de Schoolsteeg. De straat verloopt in een vrijwel rechte lijn naar de Zon, om daar aan te sluiten op de Grote Oost en daarmee de Westfriese Omringdijk. Onderweg kruist de straat nog met de Gravenstraat, aangelegd in 1593, en de Jeroenensteeg en verderop nog met de Gasfabriekstraat, Bagijnensteeg en de G.J. Henninkstraat.

## Monumenten
Aan de straat staat één rijksmonument en een aantal gemeentelijke monumenten. Het gaat hierbij om de volgende panden:

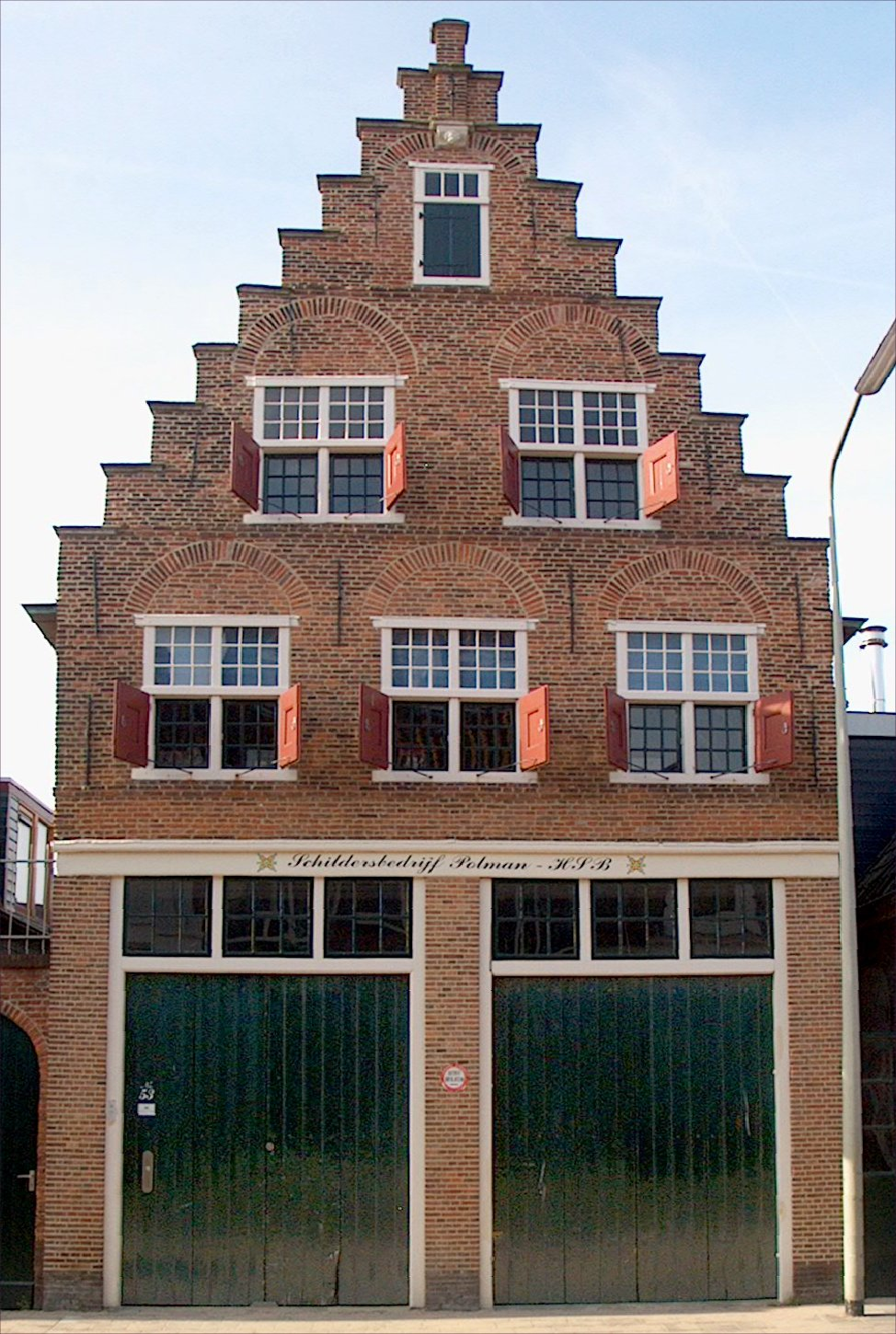
Gerritsland 53, gebouwd in de 17e eeuw, rijksmonument
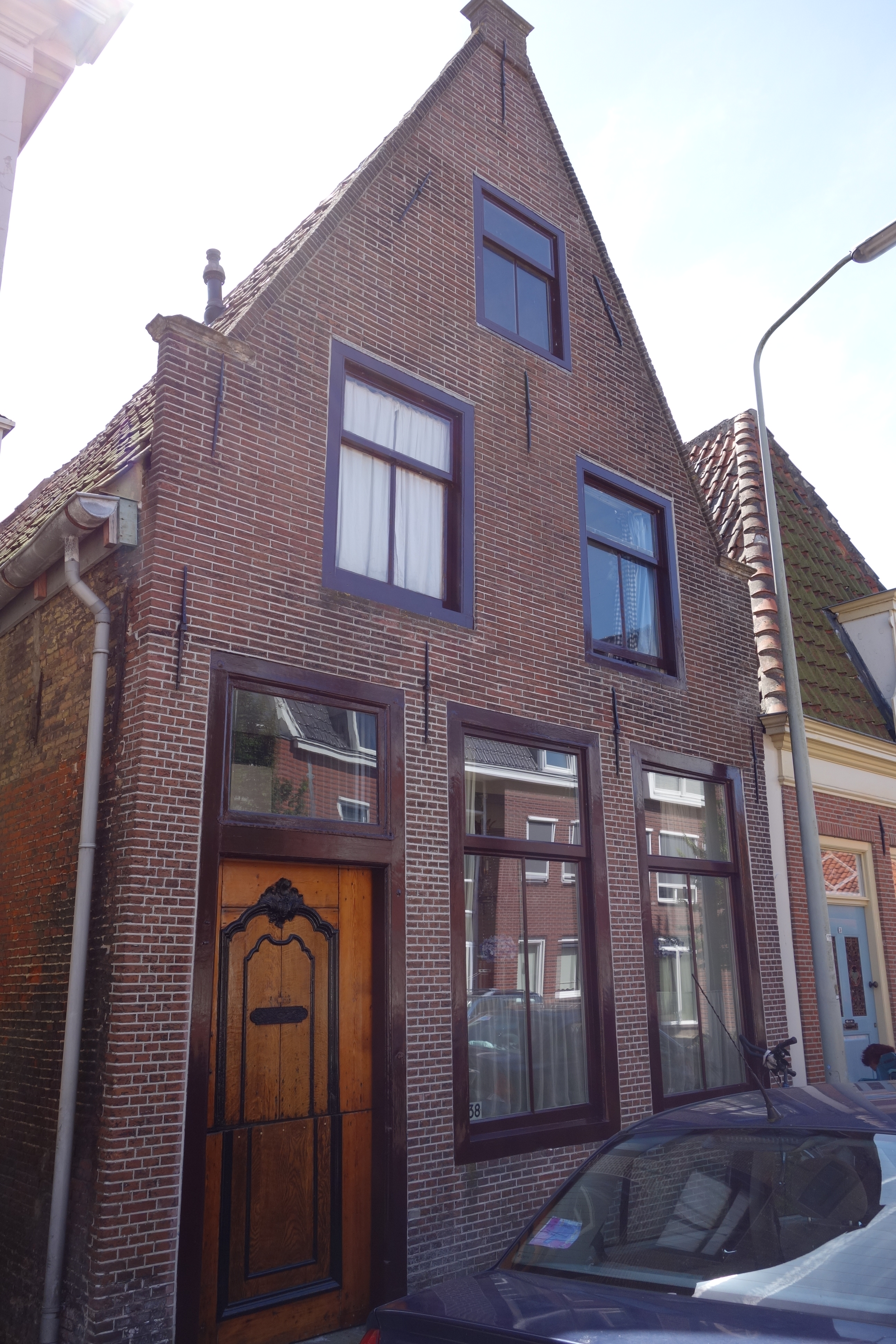
Gerritsland 38, woonhuis, gemeentelijk monument
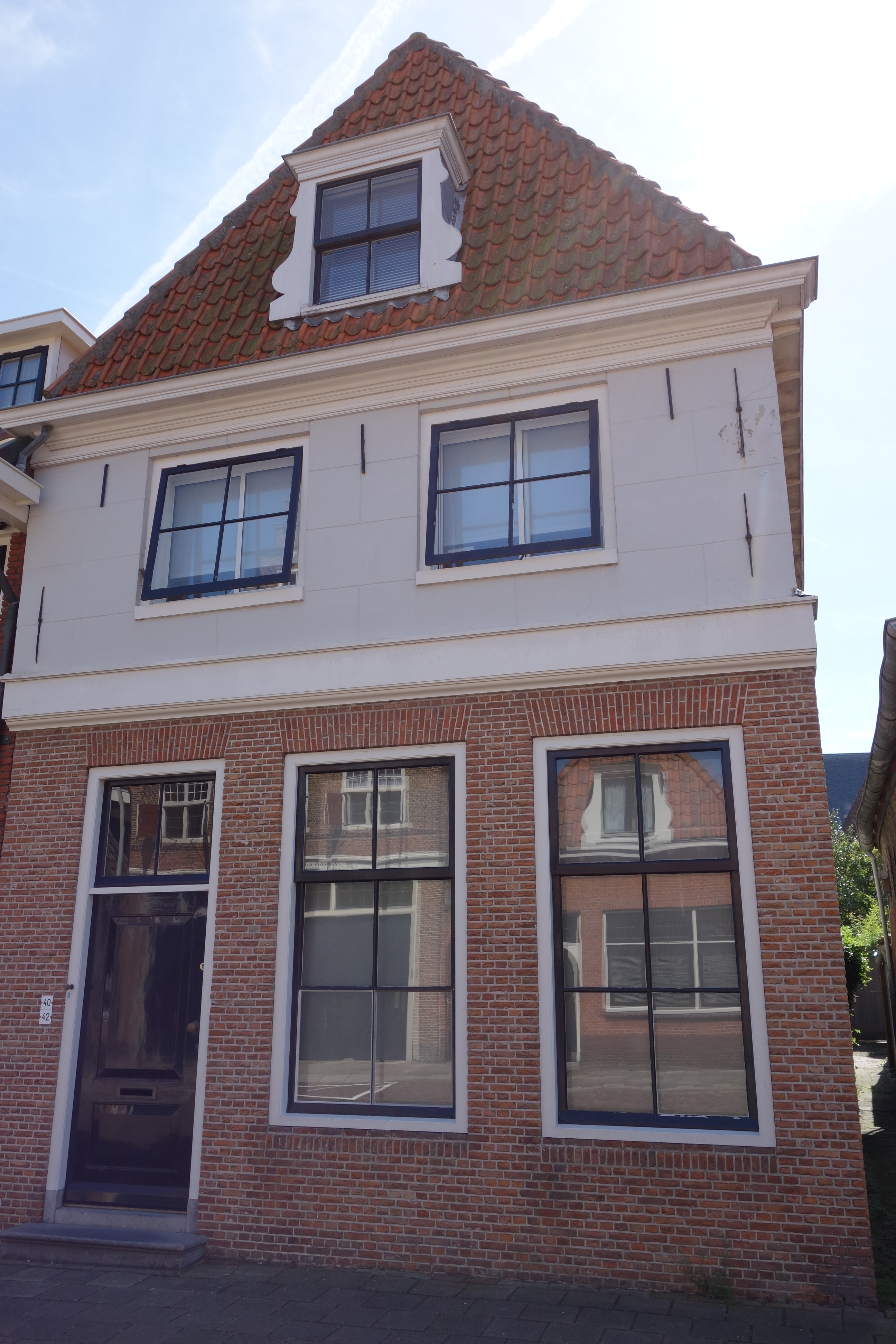
Gerritsland 40, woonhuis, gemeentelijk monument
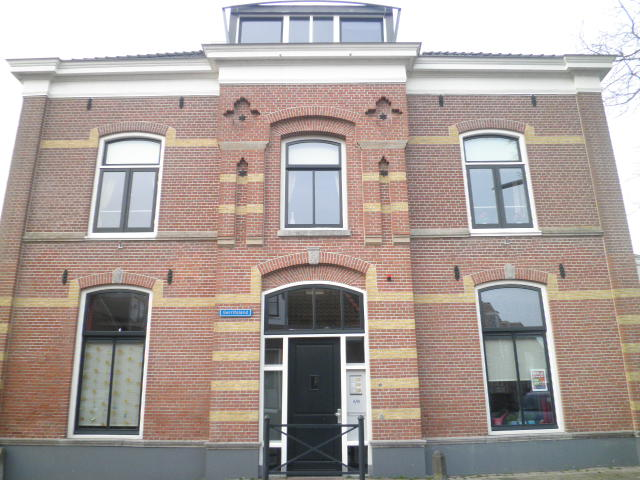
Gerritsland 69, directeurswoning van de voormalige gasfabriek, gemeentelijk monument

Straten: ABC
· Achter de Vest
· Achter op 't Zand
· Achterom
· Achterstraat
· Appelhaven
· Baanstraat
· Bierkade
· Binnenluiendijk
· Breed
· Breestraat
· Buurtje
· Dal
· Draafsingel
· Dubbele Buurt
· G.J. Henninkstraat
· Gasfabriekstraat
· Gedempte Appelhaven
· Gedempte Turfhaven
· Gerritsland
· Gouw
· Grashaven
· Gravenstraat
· Grote Noord
· Grote Oost
· Hoge Vest
· Jeudje
· Italiaanse Zeedijk
· Keern (gedeeltelijk)
· Kerkstraat
· Kleine Noord
· Kleine Oost
· Koepoortsweg (gedeeltelijk)
· Korenmarkt
· Korte Achterstraat
· Kruisstraat
· Kuil
· Lange Kerkstraat
· Lindestraat
· Munnickenveld
· Muntstraat
· Nieuwe Noord
· Nieuwendam
· Nieuwland
· Nieuwstraat
· Noorderstraat
· Onder de Boompjes
· Oude Doelenkade
· Pakhuisstraat
· Peperstraat
· Ramen
· Scharloo
· Schuijteskade
· Slapershaven
· Spoorstraat
· Trommelstraat
· Turfhaven
· Veemarkt
· Veermanskade
· Venidse
· Vijzelstraat
· Vismarkt
· Visserseiland
· Vollerswaal
· West
· Westerdijk
· Wisselstraat
· Zon

Pleinen: De Driestal
· Kazerneplein
· Kerkplein
· Koepoortsplein
· Noorderveemarkt
· Roode Steen
· Vale Hen

Stegen: 't Glop
· Appelsteeg
· Arminiaanse Glop
· Bagijnensteeg
· Bottelsteeg
· Bottersteeg
· Broeksteeg
· Brouwerijsteeg
· Clara's Klooster
· De Zak
· Duinsteeg
· Foreestensteeg
· Geldersesteeg
· Gortsteeg
· Hanekamsteeg
· Hemelsteeg
· Hoogesteeg
· Jan Haringsteeg
· Jan van Necksteeg
· Jeroenensteeg
· Kleine Havensteeg
· Kloppoort
· Knipboogsteeg
· Mallegomsteeg
· Melknapsteeg
· Molsteeg
· Mosterdsteeg
· Nieuwsteeg
· Oosterkerksteeg
· Paardensteeg
· Paradijssteeg
· Pieterseliesteeg
· Pompsteeg
· Proostensteeg
· Schellinkhoutersteeg
· Schoolsteeg
· Schotland
· Sliep Schaar en Messteeg
· Slijksteeg
· Smelterssteeg
· Tempelsteeg
· Turfsteeg
· Watertje
· Wester St. Jansteeg
· Wijdebrugsteeg
· Wijdesteeg
· Zevenhoeksesteeg
· Zoutkeetsteeg